# Polaroid Song

Polaroid Song est un court métrage français réalisé par Alphonse Giorgi et Yann Tivrier en 2011. Il a été diffusé sur France 2 dans l'émission Histoires Courtes en avril et en septembre 2012.

## Synopsis
En 1991, Lise a 18 ans et deux ans de photo. La guerre du Golfe se termine, l’URSS s’effondre, Nirvana accouche dans une piscine et trois amies créent le groupe de rock Periodink. Leur premier concert sera pour Lise l’occasion de franchir le cap de l’adolescence.

## Fiche technique
- Réalisation et scénario : alphonse+yann (Alphonse Giorgi et Yann Tivrier)
- Directeur de la photographie : Raul Fernandez
- Décors : Alexandra Hénocq
- Costumes : Amandine Cros
- Montage : Olivier Vaissade
- Musique : Benoit Jayot
- Société de production : Melting Productions
- Pays d'origine : France
- Langue : Français
- Durée : 19 minutes
- Ratio : 2:35
- Date de sortie :
  -  France :
    - 14 novembre 2012 au Festival européen du film court de Brest
    - 19 octobre 2013 au festival Chéries-Chéris
- Classification :
  -  France : tous publics[1]

## Distribution
- Audrey Giacomini: Lise Nadar, la photographe
- Nolwenn Auguste: Flory, la chanteuse du groupe Periodink
- Deila Vogur: Lauriane, la batteuse du groupe Periodink
- Hélène Sargue: Ivy, la guitariste du groupe Periodink
- Dominique Bettenfeld: Pascal Julliard
- Edouard Audouin: Daniel Gatien
- Bruno Sanches: Xavier

## Sélections
- 2012 : Festival NXNE de Toronto
- 2012 : Festival QFest de Philadelphie
- 2012 : Festival du film gay et lesbien de Lisbonne (Queer Lisboa)
- 2012 : SouthSide Film Festival (en) de Bethlehem (Pennsylvanie)
- 2012 : Festival Troyes Premières Marches
- 2012 : Festival Partie(s) de Campagne
- 2012 : Festival Etang d'Arts de Marseille
- 2012 : Fête des Compositeurs de Musique de Films à Paris
- 2012 : Towson University Queer Film Fest de Baltimore
- 2012 : Festival l'Ecran s'Ecrit - Allevard
- 2012 : Festival HHM de Bay City (Michigan)
- 2012 : Festival SHOUT de Birmingham (Alabama)
- 2012 : Festival européen du film court de Brest
- 2012 : Festival Off-Courts - Trouville
- 2012 : Festival international du court métrage Interfilm (de) de Berlin
- 2012 : Festival du cinéma LGBT Image+nation de Montréal
- 2013 : Festival Roze Filmdagen, Festival du film gay et lesbien d'Amsterdam
- 2013 : Melbourne Queer Film Festival (en), Festival du film queer de Melbourne
- 2013 : Regensburger Kurtzfilmwoche, de Ratisbonne
- 2013 : ÉCU The European Independent Film festival (en)à Paris
- 2013 : Festival de Films Courts En Betton à Betton
- 2013 : TLV Fest Le Festival International du Cinéma LGBT de Tel Aviv à Tel Aviv
- 2013 : Inside Out Lesbian and Gay Film and Video Festival à Toronto
- 2013 : Festival MIX du cinéma gay, lesbien et culture queer de Milan
- 2013 : Gaze, Festival international du film lesbien et gay de Dublin
- 2013 : Cheries-Cheris, festival du film gay, lesbien, bi, trans et ++++ de Paris